# Франсеска Бонемайсон
Франсеска Бонемайсон (12 април 1872-1949) е каталонски и испански просветителка и радетелка за образоване на жените в Каталония. Тя основава Народна библиотека за жените (Biblioteca Popular de la Dona), първата библиотека изключително за жени в Европа, която работи в Барселона от 1909 г. насам.

## Биография
Банемасион е родена на 12 април 1872 г. в Барселона в семейството на французин и каталонка. Нейният баща е заможен бизнесмен. Като дете тя получава силно религиозно възпитание и учи чужди езици, рисуване и музика.
През 1893 г., на възраст 21, тя се омъжва за Нарсис Вердагер, адвокат и политик. Тя работи в неговата адвокатска кантора.
Бонемайсон разработва проекта за популярна библиотека за жени и културен институт през 1909 г., за да даде възможност за образование на работещите жени. В днешни дни библиотеката носи нейното име Biblioteca Francesca Bonnemaison.